# Maur
Maur là một thành phố và là nơi đặt hội đồng đô thị (municipal council) của quận Bathinda thuộc bang Punjab, Ấn Độ.

## Địa lý
Maur có vị trí 30°05′B 75°15′Đ / 30,08°B 75,25°Đ Nó có độ cao trung bình là 212 mét (695 feet).

## Nhân khẩu
Theo điều tra dân số năm 2001 của Ấn Độ, Maur có dân số 27.531 người. Phái nam chiếm 53% tổng số dân và phái nữ chiếm 47%. Maur có tỷ lệ 58% biết đọc biết viết, thấp hơn tỷ lệ trung bình toàn quốc là 59,5%: tỷ lệ cho phái nam là 65%, và tỷ lệ cho phái nữ là 51%. Tại Maur, 13% dân số nhỏ hơn 6 tuổi.